# Hôtel de Choiseul-Praslin
L’hôtel de Choiseul-Praslin est un hôtel particulier parisien situé à l'angle de la rue de Sèvres et de la rue Saint-Romain. Il fut construit en 1722 pour la comtesse de Choiseul par l'architecte Sulpice Gaubier.

## Histoire
Légué à sa mort en 174] par la comtesse de Choiseul à son neveu César Gabriel de Choiseul-Praslin, qui lui donna son nom et l'habita de 1745 à 1765. César Gabriel de Choiseul-Praslin entreprend, dès 1750 des travaux d'agrandissement et d'embellissement, avant de l'échanger en 1765 avec l'hôtel de Belle-Isle du quai de la Grenouillère, qui appartenait au roi.
En 1768, le roi vend l'hôtel de Choiseul-Praslin à Henry Rouvroy de Saint-Simon,, qui habitait au 45 rue du Bac. Ce dernier le loue en 1800 au savant Michel Adanson puis au marquis de Kerhoent, dont l'hôtel portait encore le nom en 1808. Sa veuve émigre pendant la Révolution, avant d'y revenir après Thermidor ; elle doit en vendre des parties.
L'hôtel change plusieurs fois de propriétaires et de locataires et est loti à partir de 1831. Sa distribution et ses décors en souffrent, notamment après 1876. Acheté en 1886 par l'État pour y installer la Caisse nationale d'épargne, l'hôtel abrite par la suite le musée postal (devenu aujourd’hui le musée de La Poste) de 1946 à 1973, avant d'être finalement inoccupé. Il est acquis en 1989 par Jean-Marc Jeandet, avant d'être hypothéqué l'année suivante face à la faillite de son groupe Jeandet-Finance.
Au début des années 2000, il est acquis par La Banque postale et restauré après 30 mois de travaux. Son inauguration se déroule le 15 septembre 2011, en parallèle de celle du siège de La Banque postale. Il fait actuellement partie de l'ensemble du siège de la Banque postale et, en tant que monument historique inscrit à l'inventaire, est ouvert au public pour les Journées européennes du patrimoine en 2011.

## Protection

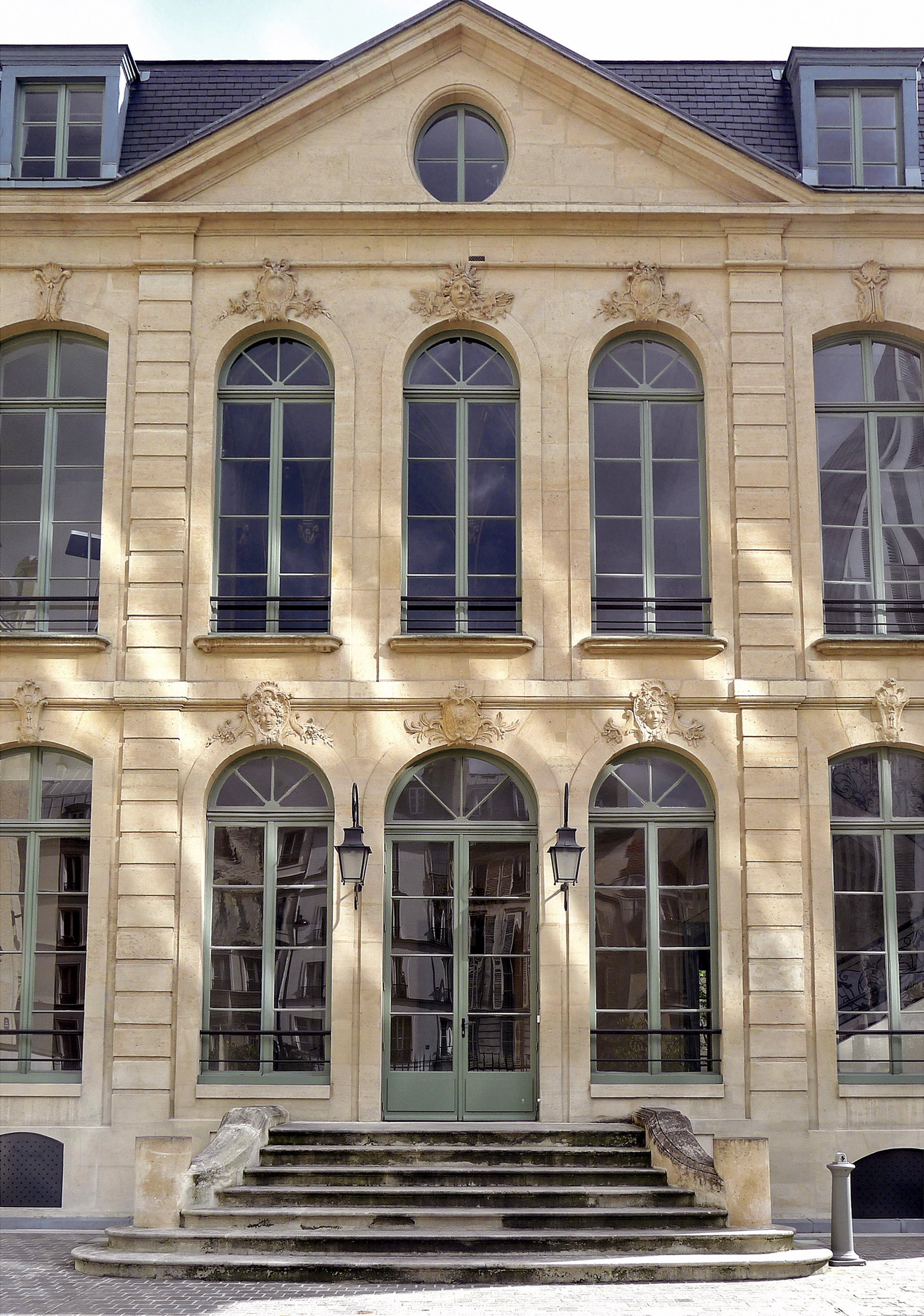
Détail du corps central de la façade.

Les façades sur cours font l'objet d'une inscription au titre des monuments historiques par arrêté du 20 janvier 1926.
L'hôtel est situé dans le site naturel inscrit « Ensemble urbain à Paris », inscrit par arrêté en 1975.
La toiture, les pièces du rez-de-chaussée (le vestibule d'entrée, le salon d'axe de style Louis XV, la salle à manger néo-Louis XVI à décor pompéien), l'escalier et sa cage, ainsi que les pièces du premier étage (le salon d'axe néo-Louis XV, la pièce de style Première Renaissance, la chapelle néo-gothique) font l'objet d'une inscription au titre des monuments historiques par arrêté du 4 décembre 2006.